# Адышева, Тенти Жунушбаевна
Тенти Жунушбаевна Адышева (до замужества — Джунушбаева; кирг. Тенти Адышева; 16 мая 1920, Кольцовка, Туркестанская АССР — 19 апреля 1984, Фрунзе) — киргизский политический и государственный деятель, народная поэтесса Киргизской ССР (1980).

## Биография
Родилась 16 мая 1920 года в Кольцовке (ныне — Боконбаево, районный центр в Иссык-Кульской области) в крестьянской семье. В 1931 году окончила семилетнюю школу в родном селе, в 1937 году — Фрунзенский медицинский техникум, после окончания которого работала фельдшером в сельской больнице. С 1939 по 1942 год училась в Киргизском мединституте.
В 1938 году была избрана секретарём ЦК ЛКСМ Киргизской ССР.
Член ВКП(б) с 1949 года. В 1949—1950 годах работала заместителем, а в 1950—1951 годах — председателем Первомайского районного исполнительного комитета г. Фрунзе, став первой из киргизских женщин, занявших этот пост.
Окончила двухгодичную партшколу при ЦК КП Киргизской ССР (1952), затем, в 1955 году — заочно филологический факультет Киргизского университета во Фрунзе.
Первая и единственная из женщин в СССР — директор Киргизского филиала Всесоюзного агентства по авторским правам (ВААП) (1956—1976).
Избиралась депутатом Фрунзенского городского Совета, Первомайского районного Совета (1950—1953 гг.), членом ЦК ЛКСМ Киргизской ССР (1936—1939), членом бюро Фрунзенского обкома и горкома Компартии Киргизии (1950—1952).

## Семья
Первый муж —  Боконбаев, Джоомарт погиб в автокатастрофе 1 июля 1944 года. Трое детей, старший Кулубек (р. 1940 г.) — бывший министр экологии Кыргызстана, доктор геолого-минералогических наук , Дочь — Сырга (р. 1941 г.) — доктор медицинских наук, сын Зайнидин (1943-2003) — начальник досмотровой службы на воздушном транспорте в аэропорту "МАНАС" . Второй муж (с 1954) — Муса Мирзапаязович Адышев, учёный, президент Академии наук Киргизской ССР (с 1978),  сын — Джанибек (р. 1955 г.), профессор, доктор философии, медицинский факультет Иллинойсского университета в Чикаго.

## Творчество
Первая из женщин — Народный поэт Киргизской ССР. Член Союза писателей СССР с 1961 года.
Печаталась с 1947 года. Автор сборников стихов «Моя эпоха» («Заманым», 1961), «Светлый мир» («Жарык дүйнө», 1965), «Счастье» («Таалай», 1972) и др. Является автором ряда рассказов, повестей, воспоминаний.
Поэзия Т. Адышевой, в основном, ориентирована на людей зрелого возраста, так как большая её часть — это глубокие философские размышления о превратностях людских судеб, о жизни и неизбежной смерти.

## Основные публикации
На киргизском языке:
- Заманым: Ырлар жана поэма. — Ф.: Кыргызмамбас, 1961.— 151 с.
- Жарык дүйнө: Ырлар жана поэма. — Ф.: Кыргызстан, 1965. — 89 с.
- Таалай: Ырлар жана поэмалар. — Ф.: Кыргызстан, 1972. — 104 с.
- Ырлар жана поэмалар. — Ф.: Кыргызстан, 1979.— 124 с.
- Ой толгоо: Ырлар жана поэмалар. — Ф.: Кыргызстан, 1980. — 368 с.
- Менин күнүм: Ырлар жана поэмалар. — Ф.: Кыргызстан, 1983. — 92 с.
- Чыгармалар жыйнагынын бир томдугу: Ырлар жана эскерме баян. — Ф.: Кыргызстан, 1987. — 396 с.

На русском языке:
- Для добрых людей: Стихи и поэмы. — Ф.: Кыргызстан, 1968. — 123 с.
- Водопад: Стихи и поэма. — М.: Сов. писатель, 1974. — 62 с.
- Раздумья: Лирика, поэмы. — Ф.: Кыргызстан, 1985. — 215 с.
- Зелёные глаза весны. — М.: Сов. писатель, 1987.

## Награды
- орден «Знак Почёта»
- медаль «В ознаменование 100-летия со дня рождения Владимира Ильича Ленина»
- Почётные грамоты Верховного Совета Киргизской ССР.